# Васил Танев
Васил Константинов Танев или Хаджитанев (изписване до 1945 година: Василъ хаджи Таневъ) с псевдоними Иванов, Дончо, Йордан, Мичмана е политически деец от Българската комунистическа партия.

## Биография
Танев е роден на 21 септември 1897 година в Гевгели, Османската империя, днес Северна Македония. Син е на Константин Хаджитанев, деец на Вътрешната македоно-одринска революционна организация и участник Илинденско-Преображенското въстание от 1903 година, загинал през 1906 година. Брат е на видния музикален и обществен деец Борис Хаджитанев. През 1915 година семейството му емигрира в Свободна България и се установява в Пловдив.
Танев служи във флота и в 1918 година участва в бунта на крайцера „Надежда“. Влиза в БКП и от 1921 до 1923 е член на Централния комитет на Профсъюза на обущарските работници, а в 1923 година е член на Пловдивския окръжен комитет на БКП. Участва в Септемврийското въстание от 1923 година и след разгрома му бяга в Югославия. В 1924 година се връща в Пловдив и става секретар на Окръжния комитет на БКП. От 1925 година е заместник-председател на Военната организация на БКП в Хасково. През 1925 година е арестуван по време на Априлските събития. Осъден е на 12 и половина години по ЗЗД, но на следващата 1926 година е амнистиран. Арестуван отново, успява да избяга и емигрира в Югославия. Делегат е на Виенския разширен пленум на БКП същата година.
В края на годината заминава за Съветския съюз, където през 1927 – 1928 година учи в Комунистическия университет на националните малцинства на Запада. През 1931 година завършва Международната ленинска школа. В 1930 година на Третия разширен пленум на Централния комитет на БКП е избран за негов член и член на Политбюро. През есента на 1931 година е изпратен като нелегален в България.
В началото на март 1933 година пристига от Москва в Берлин по покана от Георги Димитров за партийна работа. Няколко дни след това, на 9 март 1933 г., в бирария „Байернхоф“ се срещат тримата членове на ЦК на БКП Георги Димитров, Васил Танев и Благой Попов и говорят за работата на Задграничното бюро на БКП в Берлин. Когато си тръгват, двама полицаи ги спират и искат документите им за проверка. Паспортът на Георги Димитров е фалшив, на името на швейцарския гражданин Рудолф Хедигер. Арестувани са обаче и тримата и ги водят не в полицията, а в Райхстага, където група следователи разследват пожара в сградата на 27 февруари вечерта. Българите са разпитани и след това отведени в затвора „Моабит“. На 8 септември са преместени в затвора в Лайпциг. Макар че срещата на тримата е 10 дни след пожара, те са обвинени за подпалването на Райхстага. Изправени са на съд в Лайпцигския процес. След 56 заседания на Имперския съд са оправдани на 23 декември 1933 г. Въпреки това, на 13 февруари 1934 г. българското правителство начело с Никола Мушанов отказва българско гражданство на тримата и заявява, че „повече не се интересува от тях“. Танев и другарите му остават в затвора, а от 2 до 27 февруари са в подземията на Гестапо. Те получават съветско гражданство на 16 февруари и след освобождаването им заминават Съветския съюз. На 27 февруари 1934 г. Танев, Димитров и Попов ĸацат на московското летище. Посреща ги огромна тълпа от възторжени поддръжници. Информирани от медиите, хиляди граждани по улиците на Москва обсипват кортежа с тримата българи с емоции, песни и цветя.
Член е на Изпълнителния съвет на Профинтерна и е начело на българската му секция. През 1935 – 1936 година следва курсове по марксизъм-ленинизъм към Централния комитет на ВКП (б).
Поведението на Танев и Попов по време на Лайпцигския процес е критикувано от ръководството на Коминтерна и през 1935 година те са принудени да напишат общи публични самокритики по този повод:
„Нашата позиция на защита пpед cъда беше непpавилна, неболшевишкa и затова нашето поведение пpед cъда не може да бъде пpимеp за поведението на комyниcтите пpед бypжoазния cъд. За пpимеp за поведението на комyниcтите пpед бypжoазния cъд тpябва да cлyжи обpазцовото болшевишко поведение на дp. Димитpов на Лайпцигcкия пpоцеc.“
Това се оказва недостатъчно и през следващата 1936 година в Москва пред състава на партийната школа Танев и Попов са принудени да признават своята „лявосектантска“ позиция в противовес на „мъжествената и болшевишка линия на другаря Димитров“. През лятото на 1937 година, в разгара на Голямата чистка и по искане на Георги Димитров, Васил Танев е отстранен от Задграничното бюро на БКП. През следващата година е арестуван за няколко месеца, но е освободен, след като става сътрудник на съветската политическа полиция.
Заема ръководни длъжности в Тувинската народна република.
При нападението на Германия над Съветския съюз през юли 1941 година се записва доброволец в Червената армия. Член е на бойната група на Йордан Кискинов, която на 5 срещу 6 октомври 1941 година излита със самолет със задача да организира диверсионна дейност в България. На 6 октомври е спуснат с парашут погрешка край лъгадинското село Лахна, в германската окупационна зона в Гърция, близо до границата с българската окупационна зона в Беломорието. Групата не успява да се събере и Васил Танев загива на 9 октомври 1941 година в престрелка с германски части край Евангелистрия (Ени Караджали). Според друга версия е застрелян още във въздуха преди да се приземи.